# Нижняя Мануйловка
Нижняя Мануйловка (укр. Нижня Мануйлівка) — село,
Мануйловский сельский совет,
Козельщинский район,
Полтавская область,
Украина.
Код КОАТУУ — 5322083003. Население по переписи 2001 года составляло 91 человек.

## Географическое положение
Село Нижняя Мануйловка находится на левом берегу реки Псёл,
выше по течению на расстоянии в 2 км расположено село Юрки,
ниже по течению на расстоянии в 1,5 км расположено село Верхняя Мануйловка.

## История
Новая (Нижняя) Мануйловка согласно картам возникла до 1826 года, но до 1880 обе Мануйловки числились как одна